# Scheepvaarthuis

Plattegrond van de 1e verdieping

Het Scheepvaarthuis aan de Prins Hendrikkade in Amsterdam werd vanaf 1913 gebouwd als gemeenschappelijk kantoorgebouw van zes Amsterdamse rederijen. Het gebouw, dat op de westpunt van het Waalseiland staat, wordt algemeen gezien als het eerste gebouw dat geheel in de stijl van de Amsterdamse School is opgetrokken. Sinds juni 2007 is het gebouw in gebruik als Grand Hotel Amrâth Amsterdam.

## Historie

### Opdracht
De opdrachtgevers voor het nieuwe kantoor waren zes Amsterdamse rederijen: de Stoomvaart Maatschappij Nederland (SMN), de Koninklijke Paketvaart Maatschappij (KPM), de Java-China-Japan Lijn (JCJL) en de Koninklijke Nederlandse Stoomboot-Maatschappij (KNSM) met dochtermaatschappij Nieuwe Rijnvaart Maatschappij (NRM) en de in 1912 overgenomen Koninklijke West-Indische Maildienst (KWIM). Voor de bouw richtten zij een naamloze vennootschap op, de NV Kantoorgebouw 'Het Scheepvaarthuis', met een kapitaal van 1.000.000 gulden. Het gebouw was gepland op een perceel van 1400 vierkante meter op de hoek van de Prins Hendrikkade en de Binnenkant. Hiervoor moesten dertien panden worden gesloopt, op de Prins Hendrikkade de nummers 108 t/m 114 en op de Binnenkant de nummers 1 t/m 6.

### Ontwerp
Het ontwerp en de uitvoering van het pand werd toevertrouwd aan de gebroeders Johan Godart en Adolf Daniël Nicolaas van Gendt van Van Gendt A. Lzn. De gebroeders Van Gendt waren verantwoordelijk voor de technische uitvoering en voor het ontwerp van het betonskelet. De architectonische vormgeving lieten zij over aan de toen vrij onbekende architect Jo van der Mey, die zijn kompanen op het bureau van Ed. Cuypers, Michel de Klerk en Piet Kramer, inschakelde om mee te ontwerpen. Daarnaast heeft een grote groep kunstenaars meegewerkt aan de talrijke decoraties van zowel exterieur als interieur van het gebouw. Het pand moest dienen als een praktisch, modern en functioneel kantoorgebouw en tevens verwijzen naar de rijke scheepvaarttraditie van Nederland. In en aan het gebouw – verrezen op de plek waar in 1595 Cornelis Houtman de eerste reis naar Oost-Indië was begonnen – zijn daarom talloze symbolen te vinden die getuigen van dit bewustzijn.
Het grondplan van het gebouw heeft de vorm van een schip waarbij de directiekantoren zich op de verschillende verdiepingen op de boeg bevinden. Het gebouw omvat zeven bouwlagen: kelder, souterrain, bel-etage, eerste, tweede en derde verdieping en een zolderverdieping. De hoofdingang op de hoek Prins Hendrikkade/Binnenkant wordt bekroond door een afgeknotte torenopbouw, bekleed met koperkleurige Engelse leisteen. De loden dakrand is uitgevoerd in de vorm van scheepstouwen, golven en vissenkopjes.

### Bouw
Bij de eerste bouwfase (1913/1916) werd reeds voorzien in de twaalf jaar later voltooide uitbreiding (1926/1928); voor beide bouwfasen werden de bakstenen tegelijkertijd gebakken om kleurafwijkingen te voorkomen. Diverse soorten baksteen, siersmeedwerk, glas in lood, exotisch hardhout en textiel werden in grote hoeveelheden verwerkt. De toegepaste materialen waren uitermate kostbaar: diverse typen baksteen en ook mallen voor profiel- of vormstenen werden speciaal ontworpen. Naast terracotta werd ook veel kostbaar natuursteen toegepast, zoals graniet, diverse marmersoorten en diorietporfier. 

### Interieur
Bijzonder zijn het rijk gedecoreerde centrale trappenhuis, de directievertrekken op de verdiepingen op de hoek van de Prins Hendrikkade en de Binnenkant en de grote vergader- of beraadzaal aan de kant van de Prins Hendrikkade.

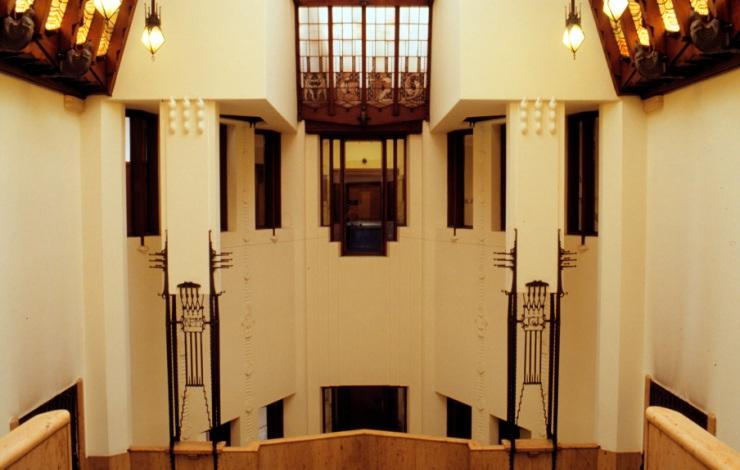
Trappenhuis
Het smeedwerk in het centrale trappenhuis vormt een verbindende schakel tussen de verdiepingen en wekt de suggestie de vloeren te stutten. Het trappenhuis wordt afgesloten door een glas-in-loodkap, uitgevoerd en mogelijk ontworpen – evenals nagenoeg al het overige glas-in-loodwerk in het gebouw – door de glazenier Willem Bogtman.
Beraadzaal
De grote vergader- of beraadzaal op de derde verdieping werd geheel ontworpen door de architect van scheepsinterieurs Theo Nieuwenhuis. De betimmeringen zijn uitgevoerd in donkere tropische houtsoorten als mahonie, ebben en coromandel. Tijdens een verbouwing in 1972 werden ten behoeve van een betere lichttoetreding de glas-in-loodramen ingekort, de originele wandbespanning in een lichtere tint vernieuwd en de oorspronkelijke wandlampen, plafonnières en lichtkroon verwijderd. De originele, in opengewerkt messing uitgevoerde, lichtkroon werd in 1974 herplaatst. Dat gold niet voor de overige oorspronkelijke verlichting.

### Verdere ontwikkelingen

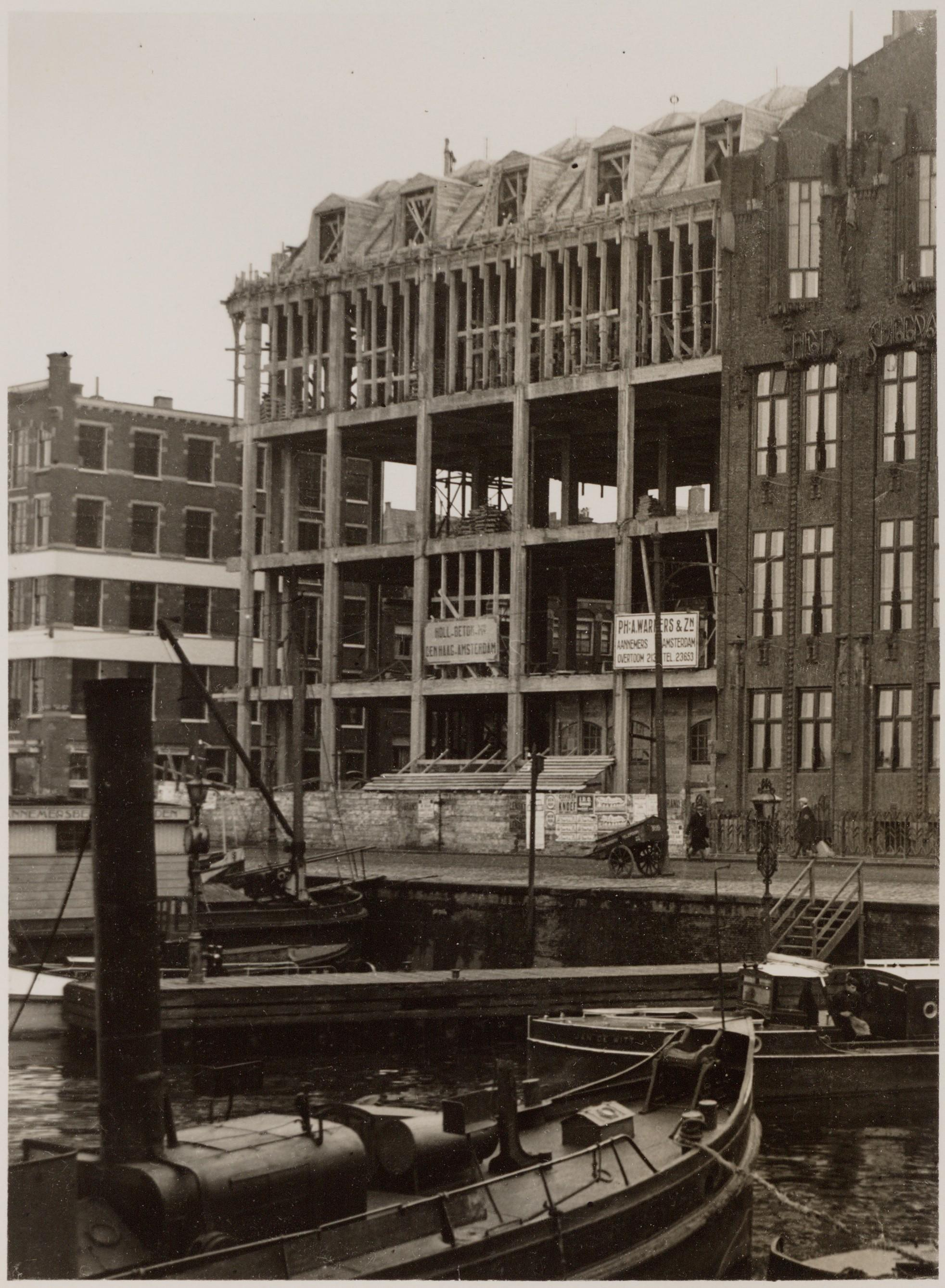
De uitvoering in 1927 van de reeds voorziene uitbreiding

- 1912 – Opdracht aan Johan Melchior van der Mey voor een ontwerp van het Scheepvaarthuis, onder auspiciën van de NV Kantoorgebouw Het Scheepvaarthuis, met als aandeelhouders zes toonaangevende Amsterdamse rederijen, waaronder de Koninklijke Nederlandsche Stoomboot Maatschappij en de Stoomvaart Maatschappij Nederland.
- 1913 – Start bouw.
- 1914/1916 – Opening eerste gedeelte met als gebruikers/eigenaren de zes Amsterdamse rederijen.
- 1926/1928 – Uitbreiding resulterend in opening tweede gedeelte.
- 1942 – Gevorderd ten behoeve van de Duitse Soziale Verwaltung. De rederijen moeten hun huisvesting inperken tot de derde en vierde verdieping.
- 1945 – De rederijen nemen elk hun eigen etage weer in gebruik en beginnen met het herstel van hun vloot.
- 1953 – De rederijen overwegen een definitieve voltooiing van het gebouw; een derde afsluitende wand van de driehoek.
- 1974 – Inschrijving als rijksmonument.[1]
- 1979 – Verkoop aan Caransa, die het in 1983 doorverkoopt aan de gemeente voor 14.000.000 gulden.
- 1983 – Ingebruikneming door het Gemeente Vervoer Bedrijf Amsterdam als hoofdkantoor.
- 1998 – Verkoop aan de familie Van Eijl, onder meer eigenaresse en directievoerend over Amrâth Hôtels & Restaurants. Inmiddels is in samenwerking met Bureau Monumenten en Archeologie onder leiding van Van Hoogevest Architecten de gevel inclusief het smeedwerk gerestaureerd.
- 2004 – Het GVB verhuist van het Scheepvaarthuis naar de Arlandaweg.
- 2005 – Start van de verbouwing naar vijfsterrenhotel.
- 2007 – Opening Grand Hotel Amrâth Amsterdam.

## Hotel

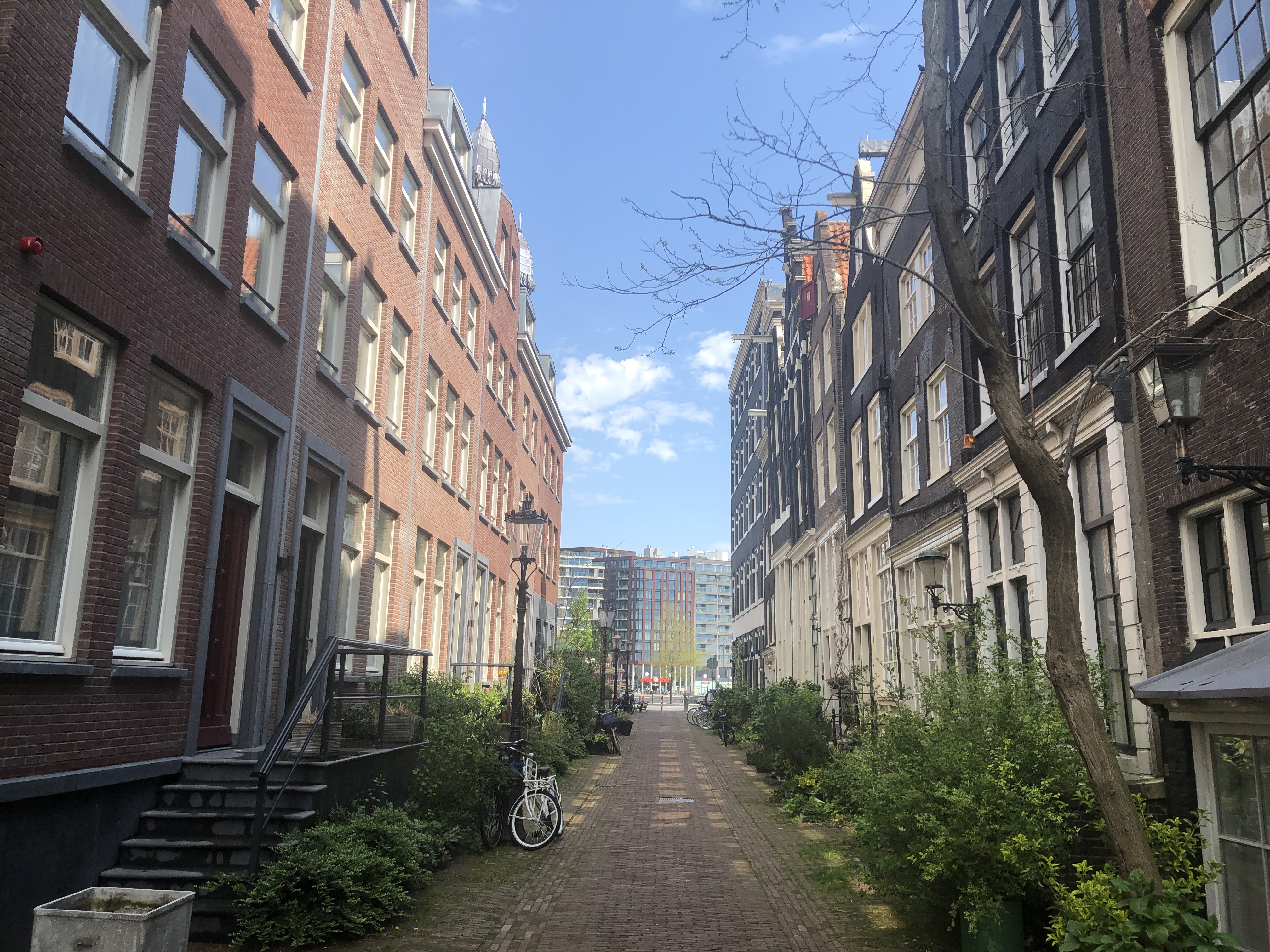
Links de uitbreiding van het hotel in 2018 vormgegeven als Amsterdamse panden

Nadat de laatste rederij in 1981 het gebouw had verlaten, werd het Scheepvaarthuis in augustus 1983 betrokken door het Gemeentevervoerbedrijf. In 2004 vertrok het GVB naar de  Arlandaweg. Op 8 juni 2007 werd het gebouw na een ingrijpende verbouwing een vijfsterrenhotel/restaurant/zalencentrum, genaamd Grand Hotel Amrâth Amsterdam, eigendom van Amrâth Hôtels. Het hotel heeft 165 hotelkamers, waarvan 22 suites, acht banquet- en vergaderzalen, restaurant Seven Seas, een bar/lounge en een wellness centrum.
Ray Kentie, een Amsterdamse architect, verkrijgt in 2005 de opdracht het Scheepvaarthuis te verbouwen. In zijn ontwerp van het interieur liet Ray Kentie zich inspireren door de oorspronkelijke, luxueuze art-décostijl. In overeenstemming met de traditie van het Gesamtkunstwerk nodigde hij kunstenaars als Gerti Bierenbroodspot en Christie van der Haak uit om de renovatie te voltooien.
Bierenbroodspots schilderijen en beelden van schelpen, vissen, zeemeerminnen en zeemonsters kunnen worden bekeken in alle kamers en gangen, en er zijn zelfs met de hand beschilderd Delfts Blauwe Dolfijnen op de bodem van het zwembad. Gerti ontwierp ook het porselein dat gebruikt wordt in het restaurant.
Christie van der Haak ontwierp de stoffering van het interieur in de kamers, het restaurant en de bar, en ze liet zich daarbij inspireren door patronen van Theo Nieuwenhuis. De damasten servetten werden met de hand geweven in de werkplaatsen van het Nationaal Nederlands Textielmuseum. Een bronzen groep zeemeerminnen, gebeeldhouwd door Luigi Galligani, verwelkomt de gasten in restaurant Seven Seas.
In 2018 is het hotel aan de achterkant uitgebreid met een nieuwbouwvleugel ontworpen door Ray Kentie met parkeergarage en 40 hotelkamers. De uitbreiding sluit aan op de bestaande gevelwanden van de woningen aan de Binnenkant en de Buiten Bantammerstraat en is vormgegeven als verschillende pandjes met eigen entrees.